# Hedgehog Diaries
Hedgehog Diaries（へっじほっぐ・だいありーず）は、千葉県を放送対象地域とする放送局・bayfm制作による番組である。DJはELLEGARDEN、the HIATUS、MONOEYESのボーカル・ギターを務める細美武士。

## 番組について

### 概要
細美は同局の番組「RIOT ON THE RADIO」（2005年4月6日放送開始。以下「RIOT〜」と表記）でDJを務めていたが、ELLEGARDENの一時活動休止に伴い、同番組は2008年9月4日をもって放送を終了した。その4ヵ月後、細美はthe HIATUSでの活動を開始した（放送開始当初はプロジェクト名や活動内容が不明のままだった）のに伴い、2009年1月7日から当番組が放送をスタートした。
基本的に生放送であるが、細美が自身の所属するバンドのツアーやレコーディング・制作中の場合は収録となる。また、状況に応じてbayfmのスタジオではなく、東京都内のスタジオから放送する場合もある。第76回（2010年6月16日）の放送では、the HIATUSのアルバム「ANOMALY」のプロモーション活動等のため、大阪でのスタジオ収録となった。
2011年3月16日は、同年3月11日に発生した東日本大震災に伴う特別番組のため、当番組は放送休止となった。また、震災の影響でbayfmのサーバーがダウンし、インターネット放送の配信が一時休止する事態となったが、翌週の第115回（同年3月23日放送）開始前までに復帰。震災が発生してからは初めての放送となったこの回では、細美による被災者への追悼メッセージから番組が始まった。

### 放送時間
- 毎週水曜日24:30〜24:52（＝木曜日00:30〜00:52 ／ 2010年7月7日〜）
- 毎週水曜日25:00〜25:25（＝木曜日01:00〜01:25 ／ 放送開始時〜2010年6月30日）
  - bayfmのホームページ上で番組のストリーミング配信を行っているため、同局の受信エリア外でも聴取は可能である（ただし著作権の都合上、曲は全てカットされる。毎週木曜日正午に更新。
    - 上記の通り世界中で番組が聴ける事もあり、稀に海外のリスナーからメッセージが寄せられる事もある。

  - 第39回（2009年9月30日）の放送では、bayfmが開局20周年の特別番組を放送していたため、特番の中で内包される形での放送となった。ちなみに、この日はthe HIATUSがライブに参加していたため、9月26日の夜に収録したものを放送した。
  - 前番組である「RIOT〜」は、同じく水曜日の24:30〜24:52に放送されていたため、当番組の開始当初は時間帯が以前より遅くなったものの、時間枠は3分拡大となった。しかし、第76回（2010年6月16日）の放送にて、同年7月7日以降の開始時刻が24:30からになる事を発表。再び「RIOT〜」と同じ時間帯での放送となると共に、放送枠は3分短縮される事となった。

### 番組構成
上述の通り基本的には「RIOT〜」とほぼ同じく、定められたテーマを設けずにリスナーからのメッセージに回答する形式で進行する。メッセージの内容は日常に関する事やthe HIATUSに関する質問、リスナーがライブ（ツアーやロックフェスティバル、企画イベント等）に参加した事に対する感想が主だが、稀に細美を困惑させる質問（特に身近にある物の名前の由来や、略称の正式名称等）については、その場で思い付いた適当な単語を並べて、強引に回答する場合もある。
また、下ネタに関する話題も多く、スタッフはもちろんの事、ブースの外に同席していたフォーライフミュージックエンタテイメント（the HIATUSが所属するレコード会社）の女性スタッフから苦笑を誘うほど、強烈な内容のメッセージが読まれる事もある（第2回（2009年1月14日）放送にて。当時、この状況に対して細美はマネージャーに「慣れて下さい！」とフォローしていた）。その一方で、悩み相談も（特に恋愛に関する質問よりも、人生そのものにまつわる質問が圧倒的に）多く、真摯に受け止めながらも回答をする一幕もある。これはゲストを迎えた場合もほぼ同様である。
選曲は基本的に細美に委ねられており、影響を受けた曲や収録直前にレコード店で購入した曲などで構成される。the HIATUSのメンバーであるため、同プロジェクトの曲も流れるが、ELLEGARDENの曲は2011年4月時点でまだ流れた事はない（the HIATUSの音源が完成していなかった頃もELLEGARDENの曲は流れなかった）。ゲストが登場する場合は、そのゲストのバンド・アーティストの曲を流している。

### FAKE TALES OF CHIBA
ストリーミング放送では放送後記（通称：「FAKE TALES OF CHIBA」）として、本編では触れる事ができなかった話題や読めなかったメッセージの紹介等も合わせて配信されている。
タイトルの由来は、アークティック・モンキーズの"FAKE TALES OF SAN FRANCISCO"（シングル「Five Minutes with the Arctic Monkeys」に収録）に由来し、番組開始当初はBGMも同曲を用いていたが、著作権の都合上で使用できなくなり、第30回（2009年7月29日）からthe HIATUSの"Lone Train Running"（アルバム「Trash We'd Love」に収録）にBGMを切り替える事となった。
BGMの切り替えにより、同日にタイトルも一度だけ「Lone Train Running」に変更した事もあったが、翌週からは再び元のタイトルに戻っている（ただし、BGMは"Lone Train Running"のままである）。

## 番組タイトル名の由来
「RIOT〜」自体の番組終了直後、細美が人付き合いについて悩んでいた時期があり、その頃に細美の友人からハリセンボンの人形が付いた携帯電話のストラップをもらった事が発端である。その際に、友人から「細美君にはずっとトンガった性格でいてほしい」という言葉をもらい、勇気付けられた事から「ハリセンボン」を用いた番組名を考えていた。
しかし、ハリセンボンの英語表記（学名：Diodon holocanthus）が長いため、同じく棘のある動物であるハリネズミ（hedgehog）を使用する事になった。以上は第1回（2009年1月7日）の放送にて、細美が「FAKE TALES OF CHIBA」で発言しているが、第49回（2009年12月9日）の放送にて、「ハリネズミのように周りの人を傷付けず、変に丸くもならずに生きていけるような番組を作りたい」というニュアンスを含んだ発言もしている。
ちなみに、第2回（2009年1月14日）の放送にてリスナーから「ハリセンボンの英訳はballoonfishではないか？」と指摘されており、一部の辞書でも同義として掲載されているが、厳密には「balloonfish」は河豚を意味し、フグ目・ハリセンボン科に分類されるハリセンボンとは種類が異なる。この指摘に対し、細美は「（番組名を）『Balloonfish Diaries』にする事で、グルメ番組に勘違いされたり、自分自身が優雅な生活をしていると解釈されたりしたら困る」と発言している。

## 番組に登場したゲスト
「RIOT〜」同様に、細美と親交の深いミュージシャンが登場する傾向にある。以下、記載の放送日付は事実上翌日に当たる。
- masasucks・柏倉隆史（以上 the HIATUS／第21回：2009年5月27日）
  - 当番組開始以降、最初のゲスト。アルバム「Trash We'd Love」のリリースに伴い登場。
- 山中さわお（the pillows／第22回：2009年6月3日）
  - 偶然、収録していた都内のスタジオで出会う。「FAKE TALES OF CHIBA」のみ登場。
- ハヤシ（POLYSICS／第27回：2009年7月8日・第101回：2010年12月8日）
  - 2011年4月現在唯一、複数回ゲストとして登場。
- ホリエアツシ・大山純（以上 ストレイテナー／第31回：2009年8月5日）
- 10-FEET（第37回：2009年9月16日）
- 堀江博久（the HIATUS／第46回：2009年11月18日）
- 9mm Parabellum Bullet（第54回：2010年1月13日）
  - メンバー全員で登場したため、番組開始以降最多人数での進行となった（2010年1月現在）。
- masasucks・ウエノコウジ（以上 the HIATUS／第78回：2010年6月30日）
  - アルバム「ANOMALY」のリリースに伴い登場。
- 出戸学（OGRE YOU ASSHOLE／第86回：2010年8月25日）
- 山田将司（THE BACK HORN／第89回：2010年9月15日）

なお、第34回（2009年8月26日）放送では、「RIOT〜」製作当初からの女性スタッフが「卒業」する事になったため、急遽番組後半（及び「FAKE TALES OF CHIBA」）にて登場。約1年後の第81回（2010年7月21日）の放送にて本人からメールが届き、近況報告という形で紹介された。